# Manuel Rotella
Manuel Rotella Gómez (Helguera, Cantabria, 1931 – Torrelavega, Cantabria, 30 de mayo de 2012) fue un político y empresario español que desempeñó la función de alcalde de Torrelavega entre el 8 de mayo de 1983 y el 26 de noviembre de 1984, como independiente dentro de las listas del Partido Socialista de Cantabria.

## Biografía
A los 25 años se puso al frente del negocio familiar de cimentación, que ampliaría en lá década de los 70 con negocios relacionados con la construcción y la inmobiliaria.
En 1983 se convirtió en el segundo alcalde de Torrelavega en la democracia como independiente dentro de las listas del PSC-PSOE, tras una amplia mayoría. Como alcalde cedió una casona montañesa de su propiedad.
En la II legislatura (1987-1991) del Parlamento de Cantabria fue diputado por el Partido Regionalista de Cantabria; en diciembre de 1987 acusó al presidente de Cantabria, Juan Hormaechea, de chantajearle a cambio de su voto en el Parlamento. Tras la etapa regionalista se afilió al PSC-PSOE.
Como homenaje, tanto la Hemeroteca como el Archivo municipal, situados en Barreda, llevan su nombre.